# Arts plastiques au IIIe siècle av. J.-C.
Arts plastiques au IVe siècle av. J.-C. - Arts plastiques au IIIe siècle av. J.-C. - Arts plastiques au  IIe siècle av. J.-C.
Chronologie des arts plastiques

## Événements

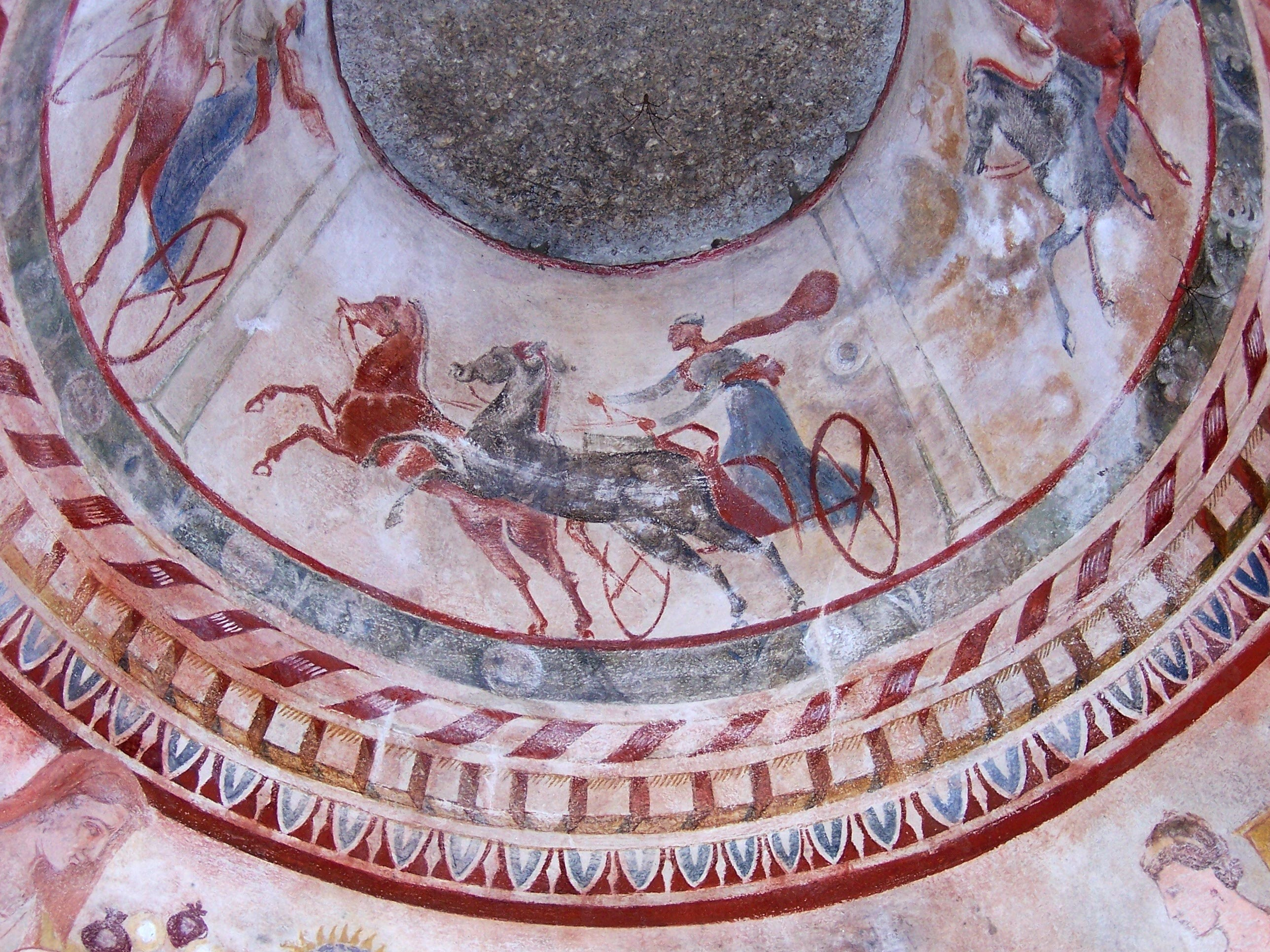
Reproduction d'une tombe thrace de Kazanlik.

- Fin du IVe –début du IIIe siècle av. J.-C., Thrace : tombeau à coupole de Kazanlik[1], décoré de fresques certainement dues à des artistes grecs. Trésor de Panagurichté (près de Philippopolis) composé de neuf vases pesant ensemble plus de 6 kg d’or fin et exécuté par des artistes grecs pour un prince thrace (fin du IVe siècle av. J.-C.)[2].
- Vers 285-282 av. J.-C. : une statue de Sarapis (exécutée par Bryaxis pour le temple d’Hadès à Sinope au IVe siècle) est placée à Alexandrie[3].
- 280 av. J.-C. : une statue de Démosthène, réalisée en bronze par Polyeuctos, est érigée sur l'Agora d'Athènes[4].
- 275 av. J.-C. : L’enfant à l’oie, statue du sculpteur Boéthos de Chalcédoine[5].

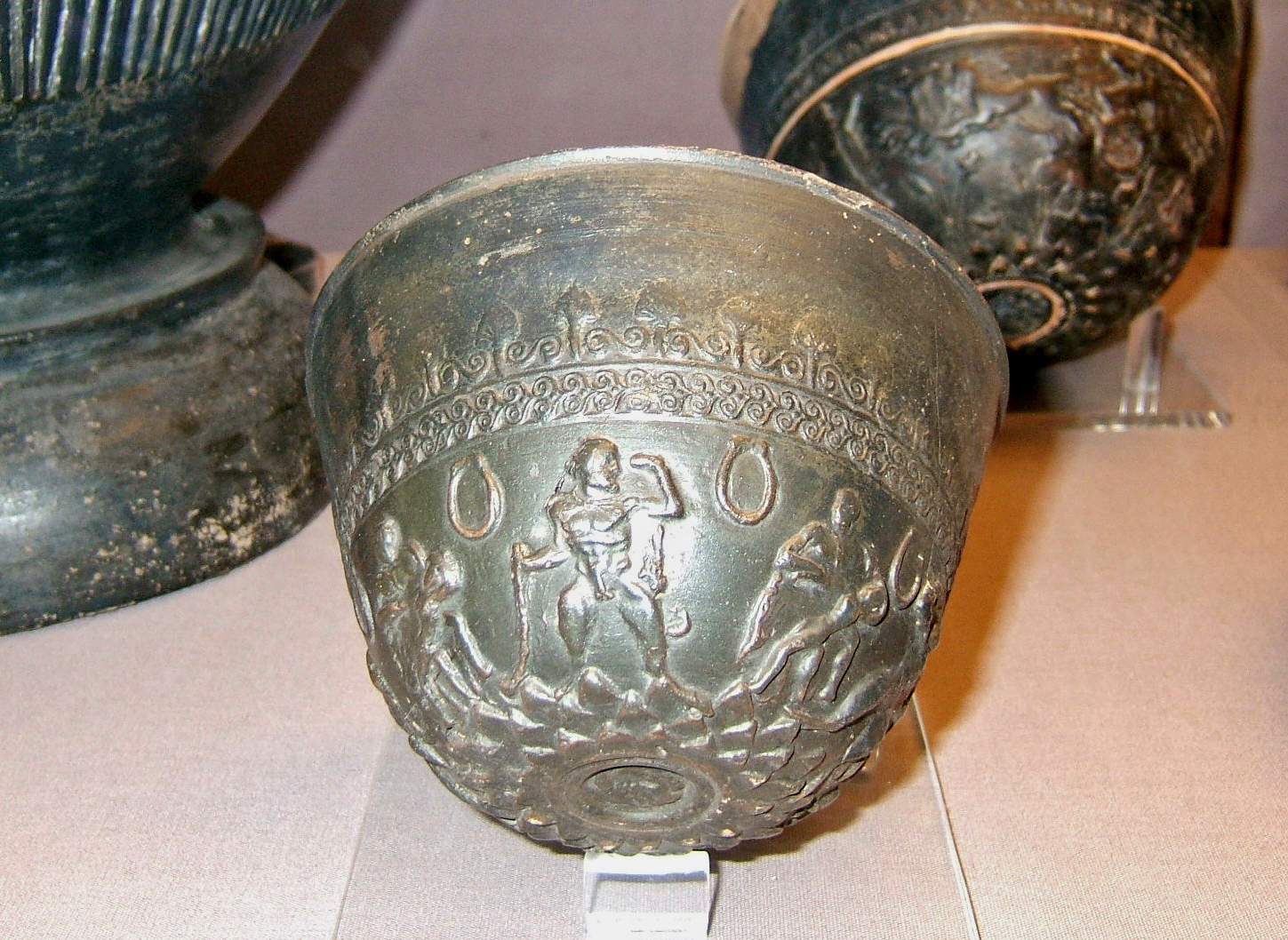
Bol mégarien, vers 225-175 av. J.-C.

- Vers 265-240 av. J.-C. : apparition à Athènes de la poterie en relief (bols) dite de type mégarien à décor végétal puis à partir du dernier quart du siècle à décor figuré. Les centres de fabrications se multiplient (Pergame, Corinthe, Argos, Grande-Grèce, etc.) et la production est massive jusque vers 100 av. J.-C.[6].

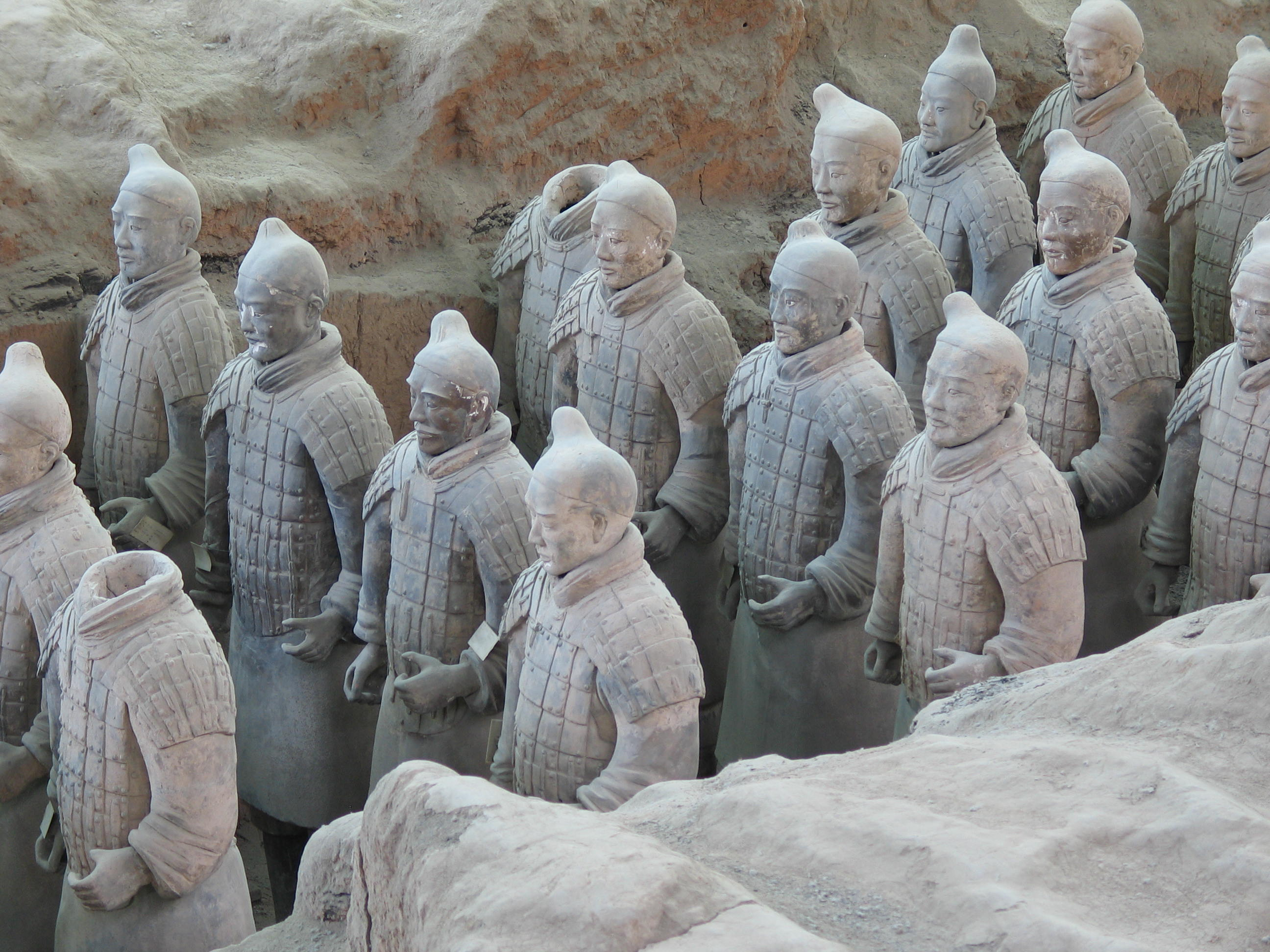
L'armée de terre cuite

- 246-210 av. J.-C. : construction par 700 000 prisonniers du mausolée de Zheng ; une armée de terre cuite composée de 8 000 soldats a été réalisée pour accompagner le premier empereur de Chine dans la mort[7].
- 212 av. J.-C. : la prise de Syracuse marque « le début de l’admiration de Rome pour les œuvres d’art grecques » (Tite-Live).
- Vers 210 av. J.-C. : apogée de l’art celte[5] ; petits objets métalliques utiles, ornés de lignes schématiques (motifs animaux ou végétaux), presque abstraites (spirales, courbes et contre-courbes). La grande sculpture monumentale se développe dans le sud de la Gaule (Roquepertuse, Entremont) : piliers de pierre creusés d’alvéoles pour y loger des crânes humains, linteaux décorés, sculptures peintes de dieux, de guerriers revêtus de cuirasses ou assis en tailleur, et d’animaux (oiseaux, monstres), prennent place dans un complexe architectural. Le sanctuaire d’Entremont se présente comme un édifice allongé en forme de portique, aux colonnes carrées supportant une toiture aujourd’hui disparue. Celui de Roquepertuse, aménagé sur deux terrasses et en pleine activité au IIIe siècle, est incendié au IIe siècle à l’époque de la romanisation. Aucun reste sacrificiel n’a été mis au jour, ni autel, ni fosse.

- Développement des enclos sacrés celtiques dans le nord de la Gaule : sanctuaires de Gournay-sur-Aronde (Oise), de Ribemont-sur-Ancre (Somme), Fesques (Seine-Maritime)[8].